# 腰帶

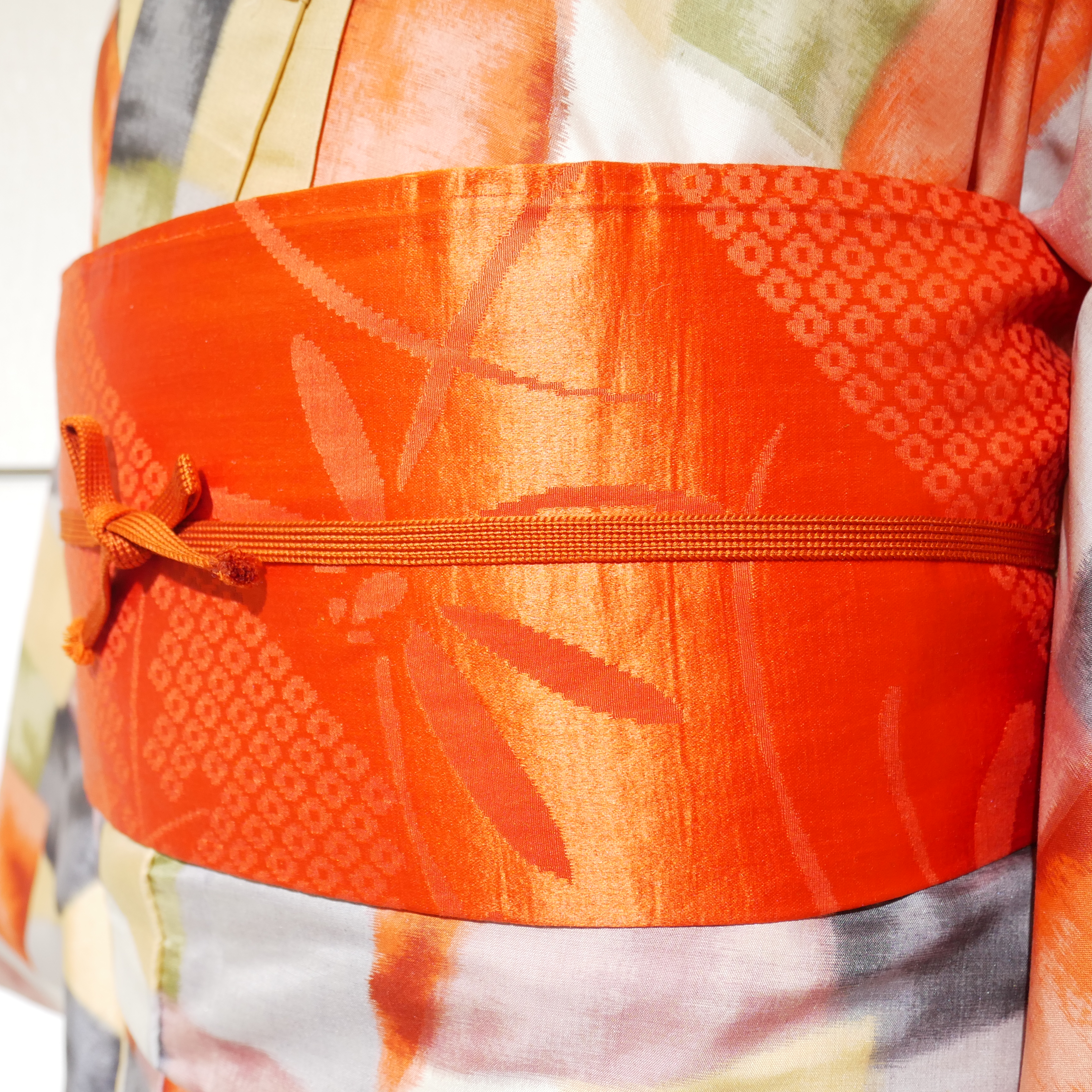
方格和服腰帶

腰帶是一種服飾配件，繫在腰部，由於很多腰帶用皮革製成，通稱皮带。可用作束緊裤子或裙子，並具備裝飾性。
在東亞傳統服裝中中國漢服的腰帶主要以皮革製造。而日本和服、朝鮮韓服的腰帶主要以布料製造。中國古代有些衣帶有帶鉤，用作固定衣帶，作用相當於現代的腰帶扣。
而過去，皮帶的顏色、花款需要與皮鞋配襯是重要的态度，也是分辨個人穿搭技巧的其中一環。不過隨著時間改變，21世紀中已很少人會理會。